# Johanssonia extrema
Johanssonia extrema — вид морських п'явок родини риб'ячих п'явок (Piscicolidae).

## Поширення
П'явки виявлені у 2019 році на дні Курило-Камчатського жолоба на північному заході Тихого океану на глибині 8728 м, що є рекордом для подібних тварин.

## Опис
П'явка досить велика, 58 мм завдовжки (інші представники родини сягають 10-25 мм). Серед потенційних жертв п'явки розглядають рибу макрурус.